# Arendals prosteri

Prosterier i Agder og Telemarks stift. Det cyanfärgade området på kartan är Arendals prosteri.

Arendals prosteri (norska: Arendal prosti) är ett kontrakt (prosteri, norska: prosti) i Agder og Telemarks stift inom Norska kyrkan. Kontraktet omfattar kommunerna Arendal och Froland i Agder fylke i södra Norge.

## Socknar
Arendals prosteri består av sju socknar (norska: sokn eller sogn):
- Barbu socken
- Frolands socken
- Hisøy socken
- Molands socken
- Trefoldighets socken
- Tromøy socken
- Øyestads socken